# En, to, tresomt
En, to, tresomt er en dansk spillefilm fra 2014 med instruktion og manuskript af Claus Bjerre.

## Handling
Siff er sexologistuderende og netop flyttet sammen med sin kæreste Lucas. Hendes nære veninden Maria får midlertidigt lov til at sove på deres sofa, selv om Lucas ikke er vild med ideen. Umiddelbart ser det ud til at de to veninder har krammet på den passive og flegmatiske Lucas. Men da Siff rejser på weekend-kursus med studiet har Lucas og Maria sex. Bagefter vil Siff smide Maria ud, men kan ikke, og Lucas lover Siff, at det aldrig sker igen. Men det gør det. For Maria og Lucas er stadig tiltrukket af hinanden. Ingen af dem ønsker at bryde op. Heller ikke Siff. Løsningen bliver, at de to veninder deler Lucas og sover med ham på skift. Men Siff ved fra sit sexologistudie, at flerforhold ender galt uden klare aftaler. Så de skriver en sexkalender for at holde styr på deres ménage à trois. Siff prøver tappert at være absolut åben, men fanges i sit eget frisind, og må til sidst erkende, at hun er nødt til at sætte en grænse.

## Medvirkende
- Siff Gyllenborg Lundgreen - Siff
- Maria Cordsen - Maria
- Lucas Alexander - Lucas
- Magnus Bruun Nielsen - Barfyr
- Morten Bøje Stensgaard Larsen - Barfyr
- Sara Klein - Sexologistuderende
- Signe Huss - Sexologistuderende
- Rasmus Balling - Sexologistuderende
- Andreas Andersen - Badmintonfyr
- Hilal Lamaa - Badmintonfyr
- Thomas Dalmo Nommesen - Badmintonfyr